# The Heart Never Lies
«The Heart Never Lies»  —en español: «El corazón nunca miente»— es el decimotercer single de la banda británica McFly, publicado el 22 de octubre de 2007 por Island Records como único sencillo del primer álbum recopilatorio de la banda, All the Greatest Hits. El single solo pudo alcanzar el puesto #3 en las listas británicas pese a haber vendido nueve mil copias más en la primera semana que su anterior número uno, «Baby's Coming Back/Transylvania». El sencillo también alcanzó el puesto #16 en las listas irlandesas. 
La primera edición del single en CD contiene una cover de la canción de Rihanna, «Umbrella»; mientras que la otro edición incluye dos canciones inéditas, «Ignorance», escrita por el bajista Dougie Poynter y «Sofa, Hyundai, Administration», compuesta en sólo media hora durante el programa Top Gear Of The Pops. Por otra parte, la banda publicó también el sencillo en un peculiar vinilo de siete pulgadas con forma de corazón. 

## Descripción
«The Heart Never Lies» fue compuesta por Tom Fletcher y Danny Jones. Se rumoreaba que la canción se llamaría «We Are The Lovers», no obstante, poco tiempo después se indicó el título real en la web y el MySpace de la banda.

## Vídeo musical
El 8 de septiembre de 2007, la banda envió un boletín a sus amigos del MySpace, anunciando que habían iniciado el rodaje del videoclip para su nuevo sencillo. El vídeo fue lanzado en los canales de música el 21 de septiembre de 2007. En él se muestran imágenes de la banda tocando bajo la lluvia, intercalándolas con otras en las que se ve una pareja que sufre una trágica historia de amor que termina con su coche en el agua. El sitio web oficial de McFly dijo que «está entre los mejores videos que la banda ha hecho» puesto que era completamente diferente a sus antiguos vídeos. El hombre que se ahoga en el coche es interpretado por Tom Graham, que también interpreta a Tom Archer en  The Archers, mientras que el papel de novia está desempeñando por la actriz Noo Kirby.

## Actuaciones en directo
McFly interpretó por primera vez «The Heart Never Lies» en directo en el V Festival el 18 de agosto de 2007. La banda también interpretó la canción en el Blackpool Illuminations el 31 de agosto de 2007, pero como el cantante Tom Fletcher no se encontraba bien Danny Jones tuvo que cantar la canción solo. La primera aparición «The Heart Never Lies» en la radio fue en el programa de Scott Mills de la BBC Radio 1 el 11 de septiembre de 2007. La primera actuación de la banda en televisión para promocionar el single fue en el programa Ant and Dec's Saturday Night Takeaway de la cadena británica ITV, el 15 de septiembre de 2007.

## Lista de canciones
| CD Single (Island 1749617) |                                            |          |  |
| N.º                        | Título                                     | Duración |  |
| 1.                         | «The Heart Never Lies» (verisión original) | 4:56     |  |
| 2.                         | «Umbrella» (cover de Rihanna)              | 4:05     |  |

| Maxi Single (Island 1750108) |                                             |          |  |
| N.º                          | Título                                      | Duración |  |
| 1.                           | «The Heart Never Lies» (edición para radio) | 3:28     |  |
| 2.                           | «Ignorance»                                 | 3:00     |  |
| 3.                           | «McFly Interview Part 1» (entrevista)       | 11:44    |  |
| 4.                           | «Sofa, Hyundai, Administration»             | 1:33     |  |
| 5.                           | «The Heart Never Lies» (videoclip)          | 3:25     |  |

| Vinilo de 7 pulgadas (Island 1749230) |                                             |          |  |
| N.º                                   | Título                                      | Duración |  |
| 1.                                    | «The Heart Never Lies» (versión original)   | 3:28     |  |
| 2.                                    | «The Heart Never Lies» (edición para radio) | 4:56     |  |

| EP Digital |                                           |          |  |
| N.º        | Título                                    | Duración |  |
| 1.         | «The Heart Never Lies» (versión original) | 4:54     |  |
| 2.         | «Umbrella» (versión en directo)           | 4:12     |  |
| 3.         | «McFly Interview Part 2»                  | 8:20     |  |
| 4.         | «Just My Luck»                            | 3:15     |  |

*La segunda parte de la entrevista también se puede escuchar utilizando un código exlcusivo que se integra en el CD-ROM y que lleva a la página web de la banda.

## Posicionamiento en las listas de ventas
| Lista de ventas          | Posición más alta |
| ------------------------ | ----------------- |
| UK Singles Chart         | 3                 |
| Irish Singles Chart      | 16                |
| UK Download Chart        | 9                 |
| European Hot 100 Singles | 12                |